# Ajna
Az Ajna női név az Aina magyaros alakja.

## Rokon nevek
Aina

## Gyakorisága
Az újszülötteknek adott nevek körében  az 1990-es években szórványosan fordult elő. A 2000-es és a 2010-es években sem szerepelt a 100 leggyakrabban adott női név között.
A teljes népességre vonatkozóan az Ajna sem a 2000-es, sem a 2010-es években nem szerepelt a 100 leggyakrabban viselt női név között.

## Névnapok
május 10.

## Híres Ajnák
- Késely Ajna többszörös ifjúsági- és junior Európa-bajnok úszó